# Kapitány és katona: A világ túlsó oldalán
A Kapitány és katona: A világ túlsó oldalán (eredeti címén: Master and Commander: The Far Side of the World) egy kétszeres Oscar-díjas amerikai történelmi kalandfilm, Peter Weir rendezésében, Russell Crowe és Paul Bettany főszereplésével.
A film alapjául Patrick O’Brian Aubrey-Maturin című könyvsorozata szolgált. Elsősorban A világ túlsó oldalán (The Far Side of the World) című kötet, de tartalmaz részleteket a Kapitány és Katona (Master and Commander) és az HMS Surprise kötetekből.

## Cselekmény
|  | Alább a cselekmény részletei következnek! |

1805. április – Napóleon az úr Európában, csak az angol flotta harcol ellene. A világtengerek hadszíntérré váltak.
Az HMS Surprise királyi hadihajó 28 ágyúval és 197 főnyi legénységével Brazília északi partjainál jár. Az admiralitás parancsa Jack Aubrey kapitánynak: "Tartóztassa fel az Ascheron francia kalózhajót, mely a Csendes-óceánra is ki akarja terjeszteni a háborút. Süllyessze el, gyújtsa fel vagy ejtse zsákmányul az Ascheront."
Mr. Holom – az őrségparancsnok – miután az egyik matróz kondulást hallott a távolból, egy vitorlát lát a ködben, de mivel azonnal el is tűnt, így nem akar riadót elrendelni, de Mr. Calamy elrendeli helyette. Amikor Aubrey kapitány belenéz a távcsőbe, először nem látja a hajót, de később torkolattűzre lesz figyelmes. Az Ascheron támadt rájuk. Az ütközetben a franciák kilövik a kormánylapátokat. A Surprise elmenekül a ködben. A hajó károsodása mellett 9 embert vesztettek és 27-en megsebesültek.
A kapitány úgy dönt, hogy a hajót a tengeren javítják meg és üldözőbe veszik az Ascheront. Az ütközetben megsebesül a fiatal Lord Blakeney, akinek le kell amputálni a jobb karját. Vén Joe, az egyik tapasztalt matróz súlyos fejsérülést szenved. A koponyacsont egy darabja helyére egy fémlemezt illesztenek, hogy megmentsék az életét. Mindkét műtét sikeres volt. A műtéteket a hajó orvosa Dr. Stephen Maturin végezte.
A kapitány egy könyvet ajándékoz Lord Blakeney-nek Lord Nelsonról, aki alatt egy időben szolgált. Később, egyik este a tiszttársainak a vacsoránál elmesél egy anekdotát, amikor Nelson asztalánál ülhetett ifjú hadnagyként.
William Warley Amerikában élt és nősült meg, még a béke idején és látta az épülő Ascheront, ezért leírta, hogy néz ki és a barátja, a hajóács segédje, Joseph Nagle kifaragta a modelljét, így a tisztek láthatták, hogy néz ki az ellenséges hajó. Kiderül, hogy az Ascheron 44 ágyúval rendelkezik és a teste jóval vastagabb, mint a korabeli hajóké, így nehéz átlőni.
Ahogy üldözik az Ascheront, egyszer csak felbukkan a közvetlen közelükben, csak csellel tudnak elmenekülni előle. Sötétedés után egy tutajt eresztenek a hajó mögé és megvilágítják, a hajót pedig elsötétítik, majd a tutajt elengedik a hajót pedig az ellenkező irányba kormányozzák.
Mikor úgy tűnik, hogy utolérik és a szél is kedvező, hirtelen erős viharba kerülnek a Horn-foknál. A vitorlák és az árbóc nehezen bírják, végül kénytelen behúzni a vitorlákat. Warley nem bírja egyedül összehúzni a sudárvitorlát. Mr. Holomot küldik fel segíteni, aki nem képes ezt megtenni. Az árbóc eltörik és Warley-val együtt a vízbe zuhan. A letört, de a hajóhoz kötött árbóc az oldalára dönti és lefékezi a hajót. A kapitány végül úgy dönt levágják az árbócot. Aubrey, Mr. Allen és Mr. Nagle vágják el a köteleket, megmentve ezzel a hajót.
Az Ascheron ismét egérutat nyer, a Surprise a törött vitorlával nem tudja a szélben megkerülni a fokot, ezért széles ívben dél felé kerülik meg a kontinenst. Az új útirány a Galápagos-szigetek, mert az angol bálnavadászok ott vadásznak, amik az Ascheron potenciális zsákmányai.
Amikor elérték a szigeteket, egy bálnavadász hajó, az Albatrosz, legénységének néhány tagjára bukkannak, akiknek a hajóját a franciák elsüllyesztették és az értékes olajat elvitték, a legénység jelentős része pedig fogságba esett. A Surprise az Ascheron után indul, de hirtelen eláll a szél és hőség lesz. A hajó legénysége ezt nehezen viseli.
Öreg Joe és Kilick a Bibliából felidézik Jónás történetét. A legénység több tagja is elkezdi Mr. Holomot Jónásnak tekinteni, mivel az ő őrsége alatt jelent meg mindig az Ascheron és az ő őrsége alatt ment el a szél is. Nagle a kapitány szeme láttára fegyelemsértést követ el Holommal szemben, amiért nyilvános büntetést kap. A kapitány kioktatja Holomot is, mivel igen kellemetlen helyzetet teremtett. Mr. Holom is elhiszi, hogy megátkozták. Ezért öngyilkos lesz, a tengerbe veti magát.
Másnap reggel, miután a kapitány befejezi a búcsúztatását, feltámad a szél. Howard kapitány miközben egy madarat próbál lelőni eltalálja Dr. Maturint, ezért hiába tűnik fel a láthatáron az Ascheron, vissza kell térniük a Galápagos-szigetekre. A doktor saját magán hajtja végre a műtétet. Padeen és Blakeney gyűjtenek állatokat a doktor úrnak, aki szenvedélyes természettudós is egyben. Maturin egy kormorán faj keresésére indul, amit a korábban látott, de az Ascheronra bukkan.
A doktor és a lord egy botsáskát mutatnak a kapitánynak, aki az álcázás ötletét használja fel a stratégiájukhoz. Bálnavadász hajónak álcázzák a hajót, így az vonzó célpont lesz a francia kalózok számára. Ám amikor közel érnek és megpróbálják zsákmányul ejteni a Surprise-t, az a meglepetés (angolul surprise) erejével támadásba lendül.
A trükk bevált, az Ascheron az immár Syrennek nevezett bálnavadász felé tart, amely látszólag menekül. Amikor a két hajó egymás mellé ért az angolok tüzet nyitottak és kilőtték a főárbócot, majd megkerülték az Ascheront és közben hátulról lőtték a tatot, mely a hajó legsebezhetőbb része. Végül átszálltak egy csapattal, Mr. Pullings, Mr. Calamy és Aubrey kapitány vezetésével, hogy kiszabadítsák az angol foglyokat és elfoglalják a francia hajót. Amikor átérnek elsőre nem ütköznek ellenállásba. Mr. Allen meg is jegyzi, hogy a hajó már az övék. A következő másodpercben fejbe lövik a rejtekhelyükről előugró franciák.
Kezdetét veszi a közelharc. Végül sikerül kiszabadítani a foglyokat és elfoglalni a hajót. Aubrey kapitány a francia kapitány keresésére indul, aki azonban életét vesztette. Az Ascheron hajóorvosa Dr. de Vigni átadja az elhunyt kapitány kardját a győztes kapitánynak. Peter Calamy hadnagy, Joe Nagle hajóács és Michael Doudle fertálymester is az életét veszti.
Aubrey ezután úgy tervezi, hogy visszatér a Galápagos-szigetekre, ahol feltöltik a készleteket, majd hazaindulnak Portsmouthba. Pullingsot nevezi ki az Ascheron kapitányává és Valparaísóba küldi, ahol elvégezhetik a szükséges javításokat, mielőtt visszaindulnak Angliába. Ám amikor Aubrey kapitány értesül de Vigni haláláról, úgy dönt elkísérik az Ascheront Valparaísoba, majd onnan hazafelé útba ejtik a Galápagost, hogy Maturin feltérképezhesse a sziget élővilágát.
|  | Itt a vége a cselekmény részletezésének! |

## Szereplők
| Szereplő                | Rang                                         | Színész           | Szinkron               |
| ----------------------- | -------------------------------------------- | ----------------- | ---------------------- |
| Jack Aubrey             | az HMS Surprise kapitánya                    | Russell Crowe     | Sörös Sándor           |
| Dr. Stephen Maturin     | hajóorvos, természettudós                    | Paul Bettany      | Forgács Péter          |
| Thomas Pullings         | elsőtiszt (Surprise), kapitány (Ascheron)    | James DʼArcy      | Sztarenki Pál          |
| William Mowett          | másodtiszt, majd elsőtiszt                   | Edward Woodall    | Holl Nándor            |
| Howard kapitány         | a Királyi Haditengerészet kapitánya          | Chris Larkin      | Lázár Sándor           |
| Lord William Blakeney   | tengerészkadét                               | Max Pirkis        | Jelinek Márk           |
| Mr. Boyle               | tengerészkadét                               | Jack Randall      | Berkes Ákos            |
| Peter Myles Calamy      | tengerészkadét, hadnagy                      | Max Benitz        | Simonyi Balázs         |
| Mr. Holom               | tengerészkadét                               | Lee Ingleby       | Schnell Ádám           |
| Mr. Williamson          | tengerészkadét                               | Richard Pates     | Borbíró András         |
| John Allen              | navigátor                                    | Robert Pugh       | Konrád Antal           |
| Mr. Higgins             | hajóorvos segédje                            | Richard McCabe    | Besenczi Árpád         |
| Mr. Hollar              | fedélzetmester                               | Ian Mercer        | Epres Attila           |
| Mr. Lamb                | hajóács                                      | Tony Dolan        | Csuja Imre             |
| Mr. Killick             | a kapitány segédje                           | David Threlfall   | Sinkovits-Vitay András |
| Barrett Bonden          | kormányos                                    | Billy Boyd        | Lippai László          |
| Joseph 'Joe' Nagle      | hajóács                                      | Bryan Dick        | Bodrogi Attila         |
| William Warley          | a Mizzentop kapitánya                        | Joseph Morgan     | Seder Gábor            |
| Joe Plaice              | matróz                                       | George Innes      | Makay Sándor           |
| Michael 'Faster' Doudle | fertálymester                                | William Mannering | Csík Csaba Krisztián   |
| Awkward Davis           | matróz                                       | Patrick Gallagher | Palóczy Frigyes        |
| Nehemiah Slade          | matróz                                       | Alex Palmer       | Rékai Nándor           |
| Mr. Hogg                | bálnavadász, navigátor (Albatrosz, Ascheron) | Mark Lewis Jones  | Haás Vander Péter      |
| Padeen Colman           | műtős segéd                                  | John de Santis    |                        |
| Black Bill              | Killick segédje                              | Ousmane Thiam     | F. Nagy Zoltán         |
| Francia kapitány        | az Ascheron kapitánya                        | Thierry Segall    | Várkonyi András        |
| Trollope                | közlegény                                    | Aidan Black       |                        |

További szereplők: Joey Anaya, Steve Blalock, Nick Brett, Richard Burden, Critter, Brian Danner, Danny Downey, Jeremy Fry, Tad Griffith, Terry Jackson, Kim K. Kahanna Jr., Kim Koscki, Kurt Lott, Mark Norby, Phil Aslaken, Joey Box, Jan Bryant, Jacob Chambers, John T. Cypert, Darrell Craig Davis, Brian Duffy, Mickey Giacomazzi, Jimmy Hart, Craig Jensen, Oliver Keller, Theo Kypri, Rich Minga, Hugh Aodh O'Brien, Chino Binamo, Jon Braver, Richard Bucher, Scott Cook, Max Daniels, Loren Dennis, Peter Epstein, Troy Gilbert, Zachary Hudson, Brandon Johnson, Henry M. Kingi Jr., Tom Morga, Chris O'Hara, Christopher Palermo, Allen Robinson, Jamie Ryan, Dennis R. Scott, Dan Speaker, Matthew Taylor, Tim Weske, Charles H. Page, Victor Quintero, Terence Rotolo, Myke Schwartz, Mike Snyder, Cooper Taylor, Brian J. Williams, Vladimir Orlov, Sol Paradise, Erik Rondell, Gregg Sargeant, Rick Shuster, John Tamburro, Clark Tucker, Luke La Fontaine
Dublőrök: Stuart Clark (Crowe), Pete Turner (Bettany)
A filmben megemlített, de a stáblistában fel nem tüntetett szereplők: Dr. de Vigni (hajóorvos), Robert Gardner (matróz), James Lloyd (matróz), Robert Kemp (matróz), John Antonioni (matróz)
További magyar hangok: Albert Péter, Barabás Kiss Zoltán, Bolla Róbert, F. Nagy Zoltán, Garai Róbert, Garamszegi Gábor, Imre István, Kajtár Róbert, Katona Zoltán, Kiss László, Papucsek Vilmos, Rudas István, Simon Aladár, Végh Ferenc, Vizy György, Welker Gábor

## Érdekességek, idézetek

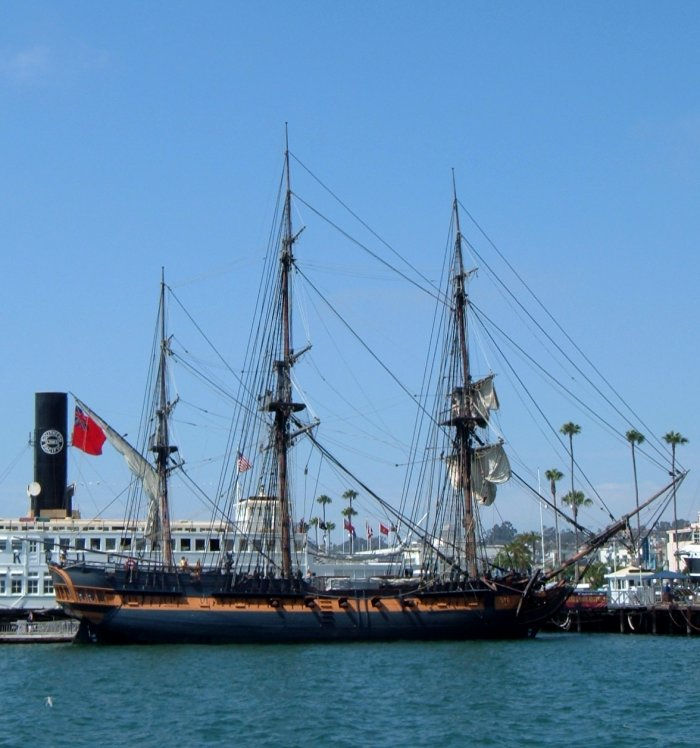
Az HMS Surprise modellje a San Diegó-i Tengerészeti Múzeumban

Kétszer ülhettem az asztalánál. Mindkétszer megszólított. Hatalmas szellem és kitűnő stratéga. ... Nos, mikor először szólt hozzám, sose fogom elfelejteni, mintha tegnap lett volna. Az asztal fölé hajolt, a szemembe nézett és így szólt: Aubrey, ide adná kérem a sót! Azóta is mindig igyekszem hűen idézni, ahogy ő mondta. Aztán másodszor egy történetet mesélt el. Egy köpönyeget kínáltak neki egy hideg éjszakán. Azt felelte nem szorul rá, cseppet sem fázik, fűti a király és a haza szeretete. Furcsa az ilyen pátosz és, ha más mondta volna, talán gúnyosan nevetnénk csak rajta, mint üres lelkendezésen, de Nelsontól lélekemelő volt.

– Jack Aubrey kapitány Lord Nelsonról

Aubrey: – Ott van két zsizsip, doktor úr.
Maturin: – Látom.
Aubrey: – Melyiket választaná?
Maturin: – Egyiket se, mert szakasztott egyformák, egyazon gabonaféregfajt képviselik.
Aubrey: – Hogyha döntenie kellene, ha választania kell, két koszos, undok féreg közül...
Maturin: – Jó, jó, nem bánom választok. A jobb oldali férget választanám, az ugyanis hosszra és vastagságra nézve is nagyobb.
Aubrey (Az asztalra csap): – Tessék, megfogtam! Lelepleződött! Talán nem tudja, uram, hogy a szolgálatban a kisebbiket kell választani két rossz közül.
(nevetés az asztalnál)
Maturin: – Ki rossz élcet mond, lopni se rest. Micsoda vicc, még ilyet.
Aubrey: – Igyunk hát a kisebbik rosszra!
Tisztek: – Igyunk a kisebbik rosszra!

– Jack megtréfálja Stephent a tiszti vacsoránál

Nos fiúk! Tudom, hogy maguk bátor emberek. Azt is tudom, hogy már alig várják a közelharcot. De csak akkor fedhetjük fel magunkat, amikor már közel vannak. Ez az idegek próbája. A fegyelem különösen fontos lesz ma. Az Ascheron kemény dió lesz. Több, mint kétszeres túlerőben vannak. Nem adják olcsón a bőrüket. Nos hát, a vitorlákat hanyagul kezeljék, ne katonásan, aztán a jelre engedjék ki belőlük a szelet, ezáltal majdnem teljesen megállunk. Tüzérek, a kitoláshoz legyen elég félannyi idő. Hátsó kerék nélkül magasabbra lőnek, de a cső kint marad, nem tudnak tehát újratölteni, vagyis minden bal oldaliágyú csak egyszer, csak egyszer fog lőni. A főárbócra célozzanak. Sok múlik a pontosságukon. De vigyázzat, az ellenfellünk sebzetten is veszélyes, akár a meglőtt vad! Howard százados emberei forgólövegekkel és muskétákkal lövik a viharfedélzetet, leszedik a felesleget mielőtt átmegyünk. Zsákmányul kívánnak ejteni minket. Sértetlenül akarnak megszerezni, mert kapzsik és ez lesz a vesztük. Hódító támadja Angliát! És itt a világ túlsó oldalán, a hajónk a hazánk! A hajónk Anglia! Hát így harcoljanak fiúk, gyors tettek és bízzunk a Surprise, a meglepetés erejében.

– Jack Aubrey kapitány lelkesítő beszéde a döntő csata előtt

## Díjak és jelölések
A film 24 díjat nyert és további 57 jelölése volt.
- Amerikai Filmintézet díja (Az év filmje, 2004)
- ASCAP-díj (2004, Iva Davies, Christopher Gordon és Richard Tognetti)
- Oscar-díj (Legjobb operatőr, 2004, Russell Boyd)
- Oscar-díj (Legjobb hangvágás, 2004, Richard King)
- Oscar-díj (Legjobb film, 2004, Duncan Henderson, Samuel Goldwyn Jr. és Peter Weir, jelölés)
- Oscar-díj (Legjobb rendező, 2004, Peter Weir, jelölés)
- Oscar-díj (Legjobb jelmeztervezés, 2004, Wendy Stites, jelölés)
- Oscar-díj (Legjobb látványtervezés, 2004, William Sandell és Robert Gould, jelölés)
- Oscar-díj (Legjobb vizuális effektusok, 2004, Daniel Sudick, Stefen Fangmeier, Nathan McGuinness és Robert Stromberg, jelölés)
- Oscar-díj (Legjobb vágás, 2004, Lee Smith, jelölés)
- Oscar-díj (Legjobb smink és maszk, 2004, Edouard F. Henriques és Yolanda Toussieng, jelölés)
- Oscar-díj (Legjobb hangkeverés, 2004, Paul Massey, Doug Hemphill és Art Rochester, jelölés)
- Amerikai vágók Eddie díja (Legjobban vágott drámai játékfilm, 2004, Lee Smith, jelölés)
- ASC-díj (2004, Russell Boyd, jelölés)
- BAFTA David Lean-díj (Legjobb rendező, 2004, Peter Weir)
- BAFTA-díj (Legjobb jelmeztervezés, 2004, Wendy Stites)
- BAFTA-díj (Legjobb látványtervezés, 2004, William Sandell)
- BAFTA-díj (Legjobb hang, 2004, Richard King, Art Rochester, Doug Hemphill és Paul Massey)
- BAFTA-díj (Legjobb film, 2004, Duncan Henderson, Samuel Goldwyn Jr. és Peter Weir, jelölés)
- BAFTA-díj (Legjobb operatőr, 2004, Russell Boyd, jelölés)
- BAFTA-díj (Legjobb férfi mellékszereplő, 2004, Paul Bettany, jelölés)
- BAFTA-díj (Legjobb vizuális effektusok, 2004, Stefen Fangmeier, Daniel Sudick, Robert Stromberg és Nathan McGuinness, jelölés)
- BSC-díj (Legjobb operatőr, 2003, Russell Boyd)
- Filmkritikusok díja (Legjobb színész, 2004, Russell Crowe, jelölés)
- Filmkritikusok díja (Legjobb film, 2004, jelölés)
- Filmkritikusok díja (Legjobb mellékszereplő, 2004, Paul Bettany, jelölés)
- Arany Béka (2003, Russell Boyd, jelölés)
- CFCA-díj (Legjobb operatőr, 2004, Russell Boyd, jelölés)
- CFCA-díj (Legjobb rendező, 2004, Peter Weir, jelölés)
- CAS-díj (Kiemelkedő hangkeverés, 2004, Paul Massey, Doug Hemphill és Art Rochester)
- David di Donatello-díj (Legjobb külföldi film, 2004, Peter Weir, jelölés)
- DGA-díj (Kiemelkedő rendezés, 2004, Peter Weir, jelölés)
- Empire-díj (Legjobb rendező, 2004, Peter Weir, jelölés)
- Empire-díj (Az év jelenete, 2004, Az első csatajelenetért, jelölés)
- Az Evening Standard Brit Film díja (Legjobb színész, 2004, Paul Bettany, A The Heart of Me című filmért is)
- Az Evening Standard Brit Film díja (Legígéretesebb kezdő színész, 2004, Max Pirkis)
- FCCA-díj (Legjobb külföldi film, 2004, jelölés)
- Golden Globe-díj (Legjobb rendező, 2004, Peter Weir, jelölés)
- Golden Globe-díj (Legjobb drámai színész, 2004, Russell Crowe, jelölés)
- Golden Globe-díj (Legjobb drámai film, 2004, jelölés)
- A Hollywood Makeup Artist and Hair Stylist Guild díja (Legjobb időszakos frizura, 2004, Yolanda Toussieng, Kim Santantonio és Barbara Lorenz, jelölés)
- ALFS-díj (Az év brit színésze, 2004, Paul Bettany)
- ALFS-díj (Az év filmje, 2004)
- ALFS-díj (Az év forgatókönyvírói, 2004, Peter Weir és John Collee)
- ALFS-díj (Az év színésze, 2004, Russell Crowe, jelölés)
- ALFS-díj (Az év mellékszereplője, 2004, David Threlfall, jelölés)
- ALFS-díj (Az év rendezője, 2004, Peter Weir, jelölés)
- LAFCA-díj (Legjobb látványtervezés, 2004, William Sandell, 2. helyezett)
- Arany Orsó díj (Legjobb hazai hangszerkesztés – hangeffektek, 2004, Richard King, Christopher Flick, Michael W. Mitchell és Hamilton Sterling)
- Arany Orsó díj (Legjobb hazai hangszerkesztés – párbeszédek, 2004, Richard King, R.J. Kizer, Hugo Weng, Michael Magill, Laura Graham, Donald Sylvester, John A. Larsen és Susan Dawes, jelölés)
- NBR-díj (2003)
- NSFC-díj (Legjobb operatőr, 2004, Russell Boyd)
- OFCS-díj (Legjobb látványterv, 2004, jelölés)
- OFCS-díj (Legjobb hang, 2004, jelölés)
- OFCS-díj (Legjobb vizuális effektusok, 2004, jelölés)
- PGA-díj (Kiemelkedő produceri munka, 2004, Samuel Goldwyn Jr., Duncan Henderson és Peter Weir, jelölés)
- PFCS-díj (Legjobb operatőr, 2004, Russell Boyd, jelölés)
- PFCS-díj (Legjobb jelmeztervező, 2004, Wendy Stites, jelölés)
- PFCS-díj (Legjobb rendező, 2004, Peter Weir, jelölés)
- PFCS-díj (Legjobb vágó, 2004, Lee Smith, jelölés)
- PFCS-díj (Legjobb ifjú alakítás, 2004, Max Pirkis, jelölés)
- PFCS-díj (Legjobb forgatókönyv, adaptáció, 2004, Peter Wier és John Collee, jelölés)
- Arany Szatelit díj (Legjobb hang, 2004, Richard King, Paul Massey, Doug Hemphill és Art Rochester)
- Arany Szatelit díj (Legjobb vizuális effektusok, 2004, Stefen Fangmeier, Nathan McGuinness, Robert Stromberg és Daniel Sudick)
- Arany Szatelit díj (Legjobb látványterv, 2004, William Sandell és Robert Gould, jelölés)
- Arany Szatelit díj (Legjobb operatőr, 2004, Russell Boyd és Sandi Sissel, jelölés)
- Arany Szatelit díj (Legjobb jelmeztervező, 2004, Wendy Stites, jelölés)
- Arany Szatelit díj (Legjobb vágó, 2004, Lee Smith, jelölés)
- Arany Szatelit díj (Legjobb drámai film, 2004, jelölés)
- Ausztrál Filmzene díj (Legjobb filmzenei album, 2004, Iva Davies, Christopher Gordon és Richard Tognetti)
- Ausztrál Filmzene díj (Legjobb játékfilm zene, 2004, Iva Davies, Christopher Gordon és Richard Tognetti, jelölés)
- USC Forgatókönyv-díj (2004, Peter Weir, John Collee és Patrick O'Brian, jelölés)
- VES-díj (Kiemelkedő kompozíció, 2004, Brennan, Philip R., a "Vihar" jelenetért)
- VES-díj (Kiemelkedő mellékeffektusok, 2004, Stefen Fangmeier, Robert Stromberg, Nathan McGuinness és Brooke Breton, jelölés)
- WAFCA-díj (Legjobb rendező, 2003, Peter Weir, jelölés)
- WAFCA-díj (Legjobb szereplők, 2003, jelölés)
- WAFCA-díj (Legjobb film, 2003, jelölés)
- WAFCA-díj (Legjobb forgatókönyv, adaptáció, 2003, Peter Wier és John Collee, jelölés)
- World Soundtrack-díj (Az év felfedezettje, 2004, Iva Davies, Christopher Gordon és Richard Tognetti, jelölés)
- Fiatal színészek díja (Legjobb fiatal színész nemzetközi filmben, 2004, Max Pirkis)
- Fiatal színészek díja (Legjobb drámai családi játékfilm, 2004, jelölés)

 megjegyzés: félkövér: elnyert díjak, dőlt: további jelölések

## Fordítás
- Ez a szócikk részben vagy egészben a Master and Commander: The Far Side of the World című angol Wikipédia-szócikk ezen változatának fordításán alapul.  Az eredeti cikk szerkesztőit annak laptörténete sorolja fel. Ez a jelzés csupán a megfogalmazás eredetét és a szerzői jogokat jelzi, nem szolgál a cikkben szereplő információk forrásmegjelöléseként.